# Penol
Penol är en kommun i departementet Isère i regionen Auvergne-Rhône-Alpes i sydöstra Frankrike. Kommunen ligger i kantonen La Côte-Saint-André som tillhör arrondissementet Vienne. År 2022 hade Penol 377 invånare.

## Befolkningsutveckling
Antalet invånare i kommunen Penol
Referens:INSEE